# Dune fossile de Ghyvelde

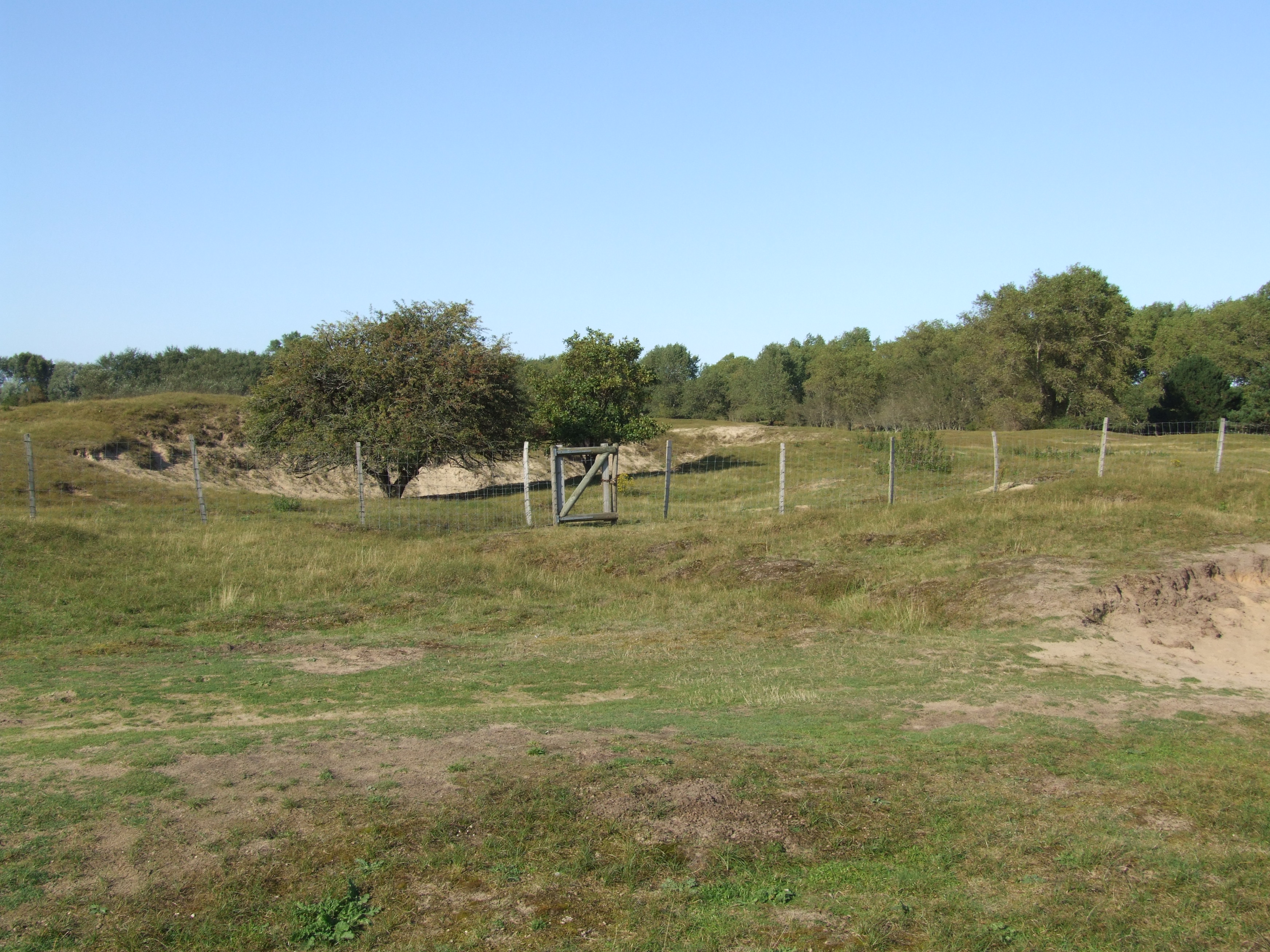
Landschap in het reservaat

De Dune fossile de Ghyvelde is een duinreservaat in de tot het Franse Noorderdepartement behorende gemeente Gijvelde.

## Gebied
Het is een gebied van oude binnenduinen en beslaat 112 ha. Het reservaat heeft, samen met het aangrenzende Domein Cabour in België, een lengte van 5 km en een breedte van ongeveer 600 meter. Het is een van de weinige overgebleven binnenduinen, daar de meeste zijn afgegraven en in cultuur gebracht.
Het werd aangekocht door het Conservatoire de l'espace littoral et des rivages lacustres. Deze 5000 jaar oude duinen liggen op 3 km van de kust en zijn dus afgesneden van de aanvoer van zand en schelpen. Hierdoor zijn ze, door uitspoeling, in de loop van de eeuwen kalkarm geworden.
De bodem is daarmee zeer voedselarm en, om verruiging te voorkomen, wordt ze begraasd met Haflingerpaarden.
In het gebied is een wandeling uitgezet. Er liggen een aantal bunkers uit de Tweede Wereldoorlog, die deels worden benut als vleermuiskelder.

## Flora en fauna
Tot de flora behoren: dwerghaver, hondsviooltje, duinviooltje, duindoorn, kuifhyacint, zandzegge, klein tasjeskruid, moeraswespenorchis, gewone ossentong en gewone esdoorn.
Tot de avifauna behoren: tapuit, beflijster, sperwer, bergeend, blauwe reiger en bijeneter. Zoogdieren zijn: bunzing, konijn en vos. Tot de insecten behoren: blauwvleugelsprinkhaan, groene zandloopkever en bloedrode heidelibel.